# Museu Camille Claudel
O Museu Camille Claudel é um museu nacional francês que homenageia e exibe a arte da escultora Camille Claudel. O museu exibe aproximadamente metade das obras de arte existentes de Claudel. O museu foi inaugurado em 2017 em sua cidade natal de adolescente, Nogent-sur-Seine, situado a 100 quilômetros a sudeste de Paris.

## Origem
Após vários adiamentos e uma parceria público-privada de 27 anos destacada pelo Tribunal de Contas, um museu parcialmente dedicado a Camille Claudel é inaugurado no domingo, 26 de março de 20174 em Nogent-sur-Seine (Aube), a cidade onde Camille Claudel passou a adolescência e conheceu Alfred Boucher. Este local é uma extensão do museu criado em 1902 pelos escultores Paul Dubois (1829-1905) e Alfred Boucher (1850-1934). Como tal, inclui coleções e em particular uma coleção arqueológica. O site do museu indica que “o fundo Camille Claudel é composto pelas coleções reunidas por Reine-Marie Paris e Philippe Cressent, adquiridas em 2008, às quais se somam compras no mercado de arte graças ao fundo Heritage e à generosidade dos mecenas. Em termos numéricos, é a coleção mais importante do mundo”, com as suas “quarenta e três obras expostas”.